# هم‌پیاله‌ها
هم‌پیاله‌ها (انگلیسی: Drinking Buddies) فیلمی در ژانر کمدی رمانتیک به کارگردانی جو سوانبرگ است که در سال ۲۰۱۳ منتشر شد. از بازیگران آن می‌توان به اولیویا وایلد، جیک جانسون، آنا کندریک، و ران لیوینگستون اشاره کرد.